# En compagnie d'Antonin Artaud
Pour plus de détails, voir Fiche technique et Distribution.
En compagnie d'Antonin Artaud est un film français réalisé par Gérard Mordillat, sorti en 1993.

## Synopsis
En mars 1946, Antonin Artaud sort de neuf années d'internement à l'asile de Rodez pour retourner vivre à Paris après de ses proches. Il y rencontre Jacques Prevel, un jeune poète, dont les deux deviendront d'inespérables amis à travers la poésie et la drogue.

## Fiche technique
- Titre : En compagnie d'Antonin Artaud
- Réalisation : Gérard Mordillat
- Scénario : Gérard Mordillat et Jérôme Prieur d'après le livre de Jacques Prevel
- Photographie : François Catonné
- Musique : Jean-Claude Petit
- Pays d'origine :  France
- Date de sortie : 1993

## Distribution
- Sami Frey : Antonin Artaud
- Marc Barbé : Jacques Prevel
- Julie Jézéquel : Jany
- Valérie Jeannet : Rolande Prevel
- Clotilde de Bayser : Marthe Robert
- Charlotte Valandrey : Colette Thomas
- Jean-Marcel Bouguereau
- Dan Franck
- Mazarine Pingeot
- Raphaël Sorin
- Luc Thuillier